# Амазасп Срванцтян
Амазасп Срванцтян (вірм. Համազասպ Սրվանձթյան Համազասպ Սրվանձթյան) — вірменський фідаїн початку XX століття. Народився у 1873 році, був убитий у 1921 році.

## Біографія
Народився у місті Ван у 1873 році. Ще з ранніх років він був втягнутий у революційний рух. Побоюючись турецьких переслідувань, Амазасп поїхав до Єревану, потім до Шуші .

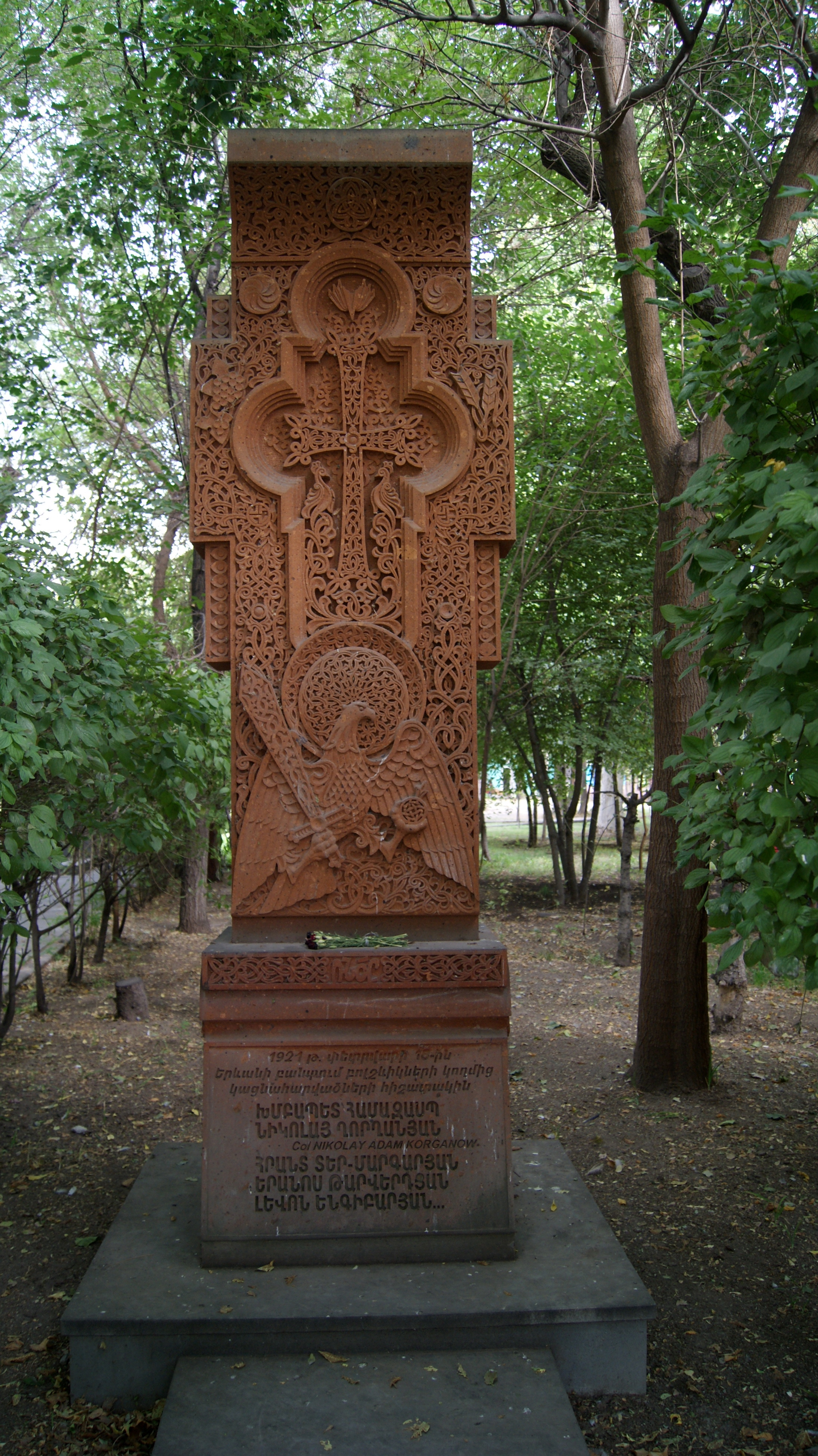

## Бойові дії
Амазасп брав участь у вірмено-татарській різанині 1905—1906 років. У 1908 році разом з іншими дашнакскими діячами був заарештований царським урядом і висланий до Сибіру на 15 років поселення, але 1913 року зміг втекти і виїхав до Європи, а у 1914 році — до Константинополя .
З початком Першої світової війни у 1914 році і оголошенням Росією амністії для дашнаків, Амазасп повернувся на Кавказ і прийняв командування 3-ю Вірменською добровольчою дружиною, що брала участь у багатьох боях. У 1915 році брав участь в боях за свій рідний Ван, а після того — у боях за Бітліс і Хизан. Набув репутації блискучого стратега.
У 1918 році Амазасп Срванцтян брав участь в оборонних боях за Баку. Там Амазасп командував Вірменською бригадою чисельністю в 3500 чоловік, бився за Гянджу і Євлах, 4 місяці відбивав атаки багаторазово переважаючих сил турецько-азербайджанської Кавказької Ісламської Армії. Зрештою, у липні 1918 року йому довелося відвести геть виснажену бригаду з лінії фронту. Комісар Вірменської бригади Анастас Мікоян звинуватив Амазаспа у зраді.
Незабаром Амазасп поїхав до Персії . Після завершення Першої світової війни він повертається до Вірменії і незабаром його призначають командиром Вірменської армії в регіоні Нор-Баязет. У 1920 році брав участь у турецько-вірменської війні. Після встановлення радянської влади Амазаспа було заарештовано і у лютому 1921 року жорстоко вбито комуністами у Ериванській в'язниці.